# حالت ترندلنبرگ

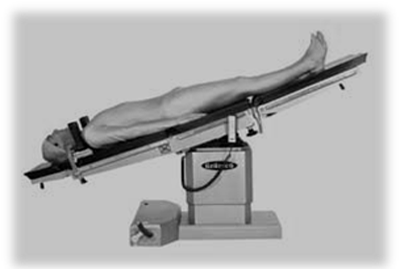
پوزیشن ترندلنبرگ.

دروضعیت ترندلنبرگ (به انگلیسی: Trendelenburg position) مانند پوزیشن خوابیده به پشت، بدن به‌طور کامل صاف می‌باشد. با قرار گرفتن بدن در زاویه ۱۵ تا ۳۰ درجه، پاها از سطح پیشانی بالاتر قرار خواهند گرفت (عکس وضعیت ترندلنبرگ معکوس).
این سراشیبی منجر به تمایل محتویات شکمی به سمت پایین شده و سبب می‌گردد تا جراح بر این ناحیه دید بهتری داشته باشد.
- جهت جلوگیری از سقوط بیمار، از پیش، شانه‌گیرهایی را نصب می‌کنند ولی باید توجه نمود که این شانه گیرها بر قسمت انتهایی گردن فشار وارد نیاورند زیرا این فشار می‌تواند بر اعصاب شبکه بازویی تأثیر گذاشته و فلج موقتی را به همراه داشته باشد.
- در این وضعیت معمولاً دست‌ها در کنار بیمار قرار می‌گیرند.

## نقاط در معرض فشار
- پس سر، شانه‌ها، گردن، پاها و انحنای کمر

- باید همه این قسمت‌ها را با پدهای مناسب محافظت کنیم.

## موارد استفاده
دیدن قسمت‌های مختلف لگنی، جراحی مثانه، لاپاراسکوپی و به هنگام شوک

## توجهات فیزیولوژیکی
- رگ‌های خونی قسمت بالایی تنه پر از خون می‌شوند در نتیجه فشار خون افزایش می‌یابد.
- وضعیت سر به پایین باعث فشار آوردن اندام‌های شکمی بر دیافراگم و قسمت زیرین ریه‌ها می‌شود، در نتیجه حجم و ظرفیت تنفسی ریه‌ها کاهش می‌یابد.
- ترشحات ریه‌ها به راحتی از مجرای حلقی-دهانی تخلیه می‌شود.
- بعد از عمل، بیمار را به آرامی به حالت اولیه باز می‌گردانیم تا فشار خون بیمار ناگهان افت پیدا نکند.[۵]